# Гребля Дердер
Гребля Дердер (Deurdeur, Derder) – гідротехнічна споруда на півночі Алжиру.
Греблю спорудили в 1980 – 194 роках на уеді Земмур (Zemmour), який є лівою притокою уеду Челіф в його середній течії, де він тривалий час тече між хребтами Тель-Атласу у західному напрямку перш ніж прорватись через північний з них та досягнути Середземного моря за сім десятків кілометрів на схід від Орану. Водозбірний басейн вище від споруди складає 468 км2, а її головним призначенням є іригація та водопостачання.
В межах проекту долину уеду перекрили земляною греблею із глиняним ядром висотою 56 метрів, довжиною 380 метрів та ширинод по гребеню 5 метрів. 
Гребля утворила водосховище об’ємом 115 млн м3, який станом на 2003 рік скоротився через замулення до 110,2 млн м3. Водойма має площу поверхні 7 км2 та номальний рівень поверхні на позначці 605 метрів НРМ.